# Rotrude di Treviri
Rotrude di Trèves (690 circa – 725) è stata la prima moglie di Carlo Martello (ca. 690–† 741), maggiordomo dei tre regni Austrasia, Neustria e Borgogna.

## Origine
Per molto tempo è stata ritenuta figlia di Willigarda di Baviera e di San Liutvino, vescovo di Treviri; ma studi più recenti hanno stabilito che fu la figlia del conte Lamberto di Hesbaye (?-†714), antenato dei Robertingi (poi Capetingi); da cui discese anche Ermengarda (778-818), moglie di Ludovico il Pio.

## Biografia
Di Rotrude si hanno scarse notizie:
tra il 706 ed il 707 sposò Carlo Martello, che, secondo l'anonimo continuatore del cronista Fredegario, era l'unico figlio del Maggiordomo di palazzo di Austrasia ed in seguito maggiordomo di palazzo di tutti i regni dei Franchi, Pipino di Herstal (o Pipino II che era figlio di Ansegiso (629- av.679), maggiordomo di Palazzo d'Austrasia (629-639) e di Begga (620-693) e di Alpaïde di Bruyères, (ca. 650-† 717), di cui non si conoscono gli ascendenti, ma l'Ex Chronico Sigeberti monachi ci informa che era sorella di un certo Dodone, domestico di Pipino II, che martirizzò il vescovo di Liegi, San Lamberto.
Dopo la morte di Pipino II, nel dicembre 714, tra i regni Franchi ci fu una guerra civile, iniziata con la sollevazione della Neustria contro il successore di Pipino II, il maggiordomo di tutti i regni, Teodoaldo e contro la reggente, la vedova di Pipino e nonna di Teodoaldo, Plectrude, che a loro volta avversavano il rispettivo zio e figliastro, Carlo Martello, che ambiva a divenirne maggiordomo di Austrasia, e per questo fu imprigionato.
La Neustria elesse un suo maggiordomo di palazzo, Ragenfrido, che alla morte del re di tutti i Franchi Teodorico III mise sul trono di Neustria, Chilperico II,che sconfisse gli austrasiani e riuscì a farsi riconoscere re anche da Teodoaldo. Ma Carlo, con l'appoggio della nobiltà riuscì ad evadere dalla prigione e farsi eleggere maggiordomo di palazzo di Austrasia e sotto la sua guida, l'Austrasia ebbe la meglio su tutti gli avversari e, alla fine, dopo la vittoria di Soissons, del 718, Carlo Martello, nel 719, occupò la Neustria, ponendo fine alla guerra civile, con la destituzione du Ragenfrido.
Di Rotrude si conosce la data della morte: il 725.

## Figli
Rotrude diede tre (o forse cinque) figli a Carlo Martello:
- Carlomanno (707-754), maggiordomo del regno d'Austrasia sino al 747, poi monaco all'abbazia di Montecassino. Beato.
- Pipino (715-† 768), maggiordomo di Palazzo di Borgogna (741), di Neustria (741) e d'Austrasia (747), re dei Franchi (751). Sposò nel 744 Bertrada o Bertha di Laon, detta dal Grande Piede
- Iltrude (720-† 754), che sposò Odilone di Baviera degli Agilolfingi.

Altre due figlie ma non si ha certezza se siano figlie di Rotrude o della seconda moglie di Carlo Martello, Swanachilde:
- Landrada (?-?), che sposò il nobile Sigramno e fu madre di Crodegango, vescovo di Metz[14].
- Alda o Audana (?-† 751) che sposò Teodorico[15], conte di Autun e madre di Guglielmo di Gellone, come è scritto in un documento dell'804, in occasione della fondazione del monastero di Gellone.

## Ascendenza
|                        |   |                      | Genitori |  |  | Nonni |  |  | Bisnonni              |  |  | Trisnonni             |  |
|                        |   |                      |          |  |  |       |  |  | Lamberto I di Hesbaye |  |  | Crodoberto I di Tours |  |
|                        |   |                      |          |  |  |       |  |  | Lamberto I di Hesbaye |  |  | Crodoberto I di Tours |  |
|                        |   | Glismonda di Baviera |          |  |  |       |  |  | Lamberto I di Hesbaye |  |  |                       |  |
| Crodoberto II          |   |                      |          |  |  |       |  |  | Lamberto I di Hesbaye |  |  |                       |  |
|                        |   | …                    | …        |  |  |       |  |  |                       |  |  |                       |  |
|                        |   | …                    | …        |  |  |       |  |  |                       |  |  |                       |  |
|                        |   | …                    | …        |  |  |       |  |  |                       |  |  |                       |  |
| Lamberto II di Hesbaye |   | …                    |          |  |  |       |  |  |                       |  |  |                       |  |
|                        |   | …                    | …        |  |  |       |  |  |                       |  |  |                       |  |
|                        |   | …                    | …        |  |  |       |  |  |                       |  |  |                       |  |
|                        |   | …                    | …        |  |  |       |  |  |                       |  |  |                       |  |
| Théodrada              |   | …                    |          |  |  |       |  |  |                       |  |  |                       |  |
|                        |   | …                    | …        |  |  |       |  |  |                       |  |  |                       |  |
|                        |   | …                    | …        |  |  |       |  |  |                       |  |  |                       |  |
|                        |   | …                    | …        |  |  |       |  |  |                       |  |  |                       |  |
| Rotrude di Treviri     |   | …                    |          |  |  |       |  |  |                       |  |  |                       |  |
|                        | … | …                    |          |  |  |       |  |  |                       |  |  |                       |  |
|                        | … | …                    |          |  |  |       |  |  |                       |  |  |                       |  |
|                        | … | …                    |          |  |  |       |  |  |                       |  |  |                       |  |
| Teodorico III          | … |                      |          |  |  |       |  |  |                       |  |  |                       |  |
|                        |   | …                    | …        |  |  |       |  |  |                       |  |  |                       |  |
|                        |   | …                    | …        |  |  |       |  |  |                       |  |  |                       |  |
|                        |   | …                    | …        |  |  |       |  |  |                       |  |  |                       |  |
| Clotilde               |   | …                    |          |  |  |       |  |  |                       |  |  |                       |  |
|                        |   | …                    | …        |  |  |       |  |  |                       |  |  |                       |  |
|                        |   | …                    | …        |  |  |       |  |  |                       |  |  |                       |  |
|                        |   | …                    | …        |  |  |       |  |  |                       |  |  |                       |  |
| …                      |   | …                    |          |  |  |       |  |  |                       |  |  |                       |  |
|                        |   | …                    | …        |  |  |       |  |  |                       |  |  |                       |  |
|                        |   | …                    | …        |  |  |       |  |  |                       |  |  |                       |  |
|                        |   | …                    | …        |  |  |       |  |  |                       |  |  |                       |  |
|                        |   | …                    |          |  |  |       |  |  |                       |  |  |                       |  |

### Fonti primarie
- (LA)  Fredegario, FREDEGARII SCHOLASTICI CHRONICUM CUM SUIS CONTINUATORIBUS, SIVE APPENDIX AD SANCTI GREGORII EPISCOPI TURONENSIS HISTORIAM FRANCORUM.
- (LA)  Annales Marbacenses.
- (LA)  Germaniae historica, tomus I.
- (LA)  Monumenta Germanica Historica, tomus primus.
- (LA)  Monumenta Germanica Historica, tomus XVI.
- (LA)  Monumenta Germaniae historica: Chronicon Moissiacensis.
- (LA)  Rerum Gallicarum et Francicarum Scriptores, tomus tertius.

### Letteratura storiografica
- Christian Pfister, La Gallia sotto i Franchi merovingi. Vicende storiche, in Storia del mondo medievale - Vol. I, Cambridge, Cambridge University Press, 1978,  pp. 688-711.